# Heinz Schwidtmann
Heinz Schwidtmann (* 15. Oktober 1926 in Brandenburg an der Havel; † 16. Juli 2001) war ein deutscher Sportpädagoge und Hochschullehrer.

## Leben
Schwidtmann wuchs im Berliner Stadtteil Oberschöneweide auf. Als Jugendlicher wurde er mit 17 Jahren zum Reichsarbeitsdienst und dann zur Marine der Wehrmacht eingezogen. Während des Zweiten Weltkrieges war er Funker auf einem im Norden Norwegens stationierten Schiff und geriet in englische Kriegsgefangenschaft.
Ab September 1946 war Schwidtmann in Leipzig als Grundschullehrer tätig. Er legte Prüfungen als Sport- und Geschichtslehrer ab, absolvierte ein Studium an der Parteihochschule „Karl Marx“ und wurde Schuldirektor sowie Schulrat. Ab 1958 lehrte er am Institut für Pädagogik an der Deutschen Hochschule für Körperkultur (DHfK) in Leipzig und baute dort zusammen mit Paul Kunath und Günther Röblitz sportpädagogische Grundlagen auf, etwa wie festgehalten in dem Buch „Über die Erziehung sozialistischer Sportler“. 1960 schloss er an der DHfK seine Doktorarbeit (Titel: „Die Herausbildung der wissenschaftlichen Weltanschauung der Schüler - notwendiger Bestandteil des Erziehungs- und Bildungsprozesses in der zehnjährigen polytechnischen Oberschule“) ab. In einer 1962 veröffentlichten Schrift befasste sich Schwidtmann mit der „Weltanschaulichen Erziehung und Bildung der Oberschüler“. 1965 wurde seine Habilitation (Titel: „Sozialistische Körperkultur und gebildete Nation: erweitertes Exposé zum Versuch einer theoretischen Grundlegung“) angenommen.
Von 1963 bis 1965 war Schwiedtmann Rektor der DHfK. Im März 1963 wurde er vom Ministerrat der DDR in eine neugebildete „Staatlichen Kommission zur Ausarbeitung der Grundsätze für die Gestaltung des einheitlichen sozialistischen Bildungssystems“ aufgenommen. 1969 trat er am Leipziger Forschungsinstitut für Körperkultur und Sport eine Stelle als Dozent für Sportpädagogik an und wurde ein Jahr später zum ordentlichen Professor berufen. Später wurde er stellvertretender Direktor und Dekan des Instituts. In seiner Forschungsarbeit befasste sich Schwidtmann unter anderem mit Aspekten der „erzieherischen und persönlichkeitsbildenden Relevanz des Hochleistungssports“, einer „sozialistischen Erziehung im Schulsport“, dem „Verhältnis von Persönlichkeitsentwicklung und sportlicher Höchstleistung“, Fragen von „Kollektivität und sportlicher Tätigkeit im Sozialismus“, der Vorbildwirkung von Sportlehrern und Übungsleitern sowie philosophischer Probleme einer Theorie des Sports. Er war Herausgeber des 1981 erschienenen Buches „Persönlichkeitsentwicklung und kommunistische Erziehung im Leistungssport der DDR“.
1974 wurde Schwidtmann Vorsitzender des Deutschen Boxverbandes der DDR (DBV) und blieb bis 1989 im Amt. Am 1. September 1990 wurde er im Rahmen der Auflösung der Deutschen Hochschule für Körperkultur als Professor emeritiert, veröffentlichte in den Folgejahren aber insbesondere in der DDR-nahen Zeitschrift „Beiträge zur Sportgeschichte“ weiterhin Beiträge, unter anderem zur Sportpädagogik wie den Aufsatz „Sportpädagogik – Geschichtsvergessenheit?“, in dem er sich gemeinsam mit Karsten Schumann mit einer Abhandlung Ommo Grupes zur Geschichte der deutschen Sportpädagogik auseinandersetzte. Darin wird unter anderem der Umgang mit dem Erbe der Sportpädagogik in der DDR kritisiert und „Vorurteile und Klischees sowohl über den DDR-Sport als auch über die Sportwissenschaft und ihre Entwicklung“ bemängelt. Auf politischer Ebene engagierte sich Schwidtmann nach der Wende in der PDS und gehörte zum Ältestenrat der Partei.